# 長岡利幸
長岡 利幸（ながおか としゆき）は、日本の実業家である。

## 来歴
GMOインターネット株式会社でサーバー事業の事業本部長、ソリューション事業の事業本部長（兼任）を経て、レンタルサーバー統括本部長を務める。
2005年GMOインターネットの関連会社SWsoft社日本法人を設立、代表取締役就任。
2006年6月に株式会社ウェイアップ設立、同社代表取締役に就任。